# Rhapsodies pour piano, op. 79 de Brahms

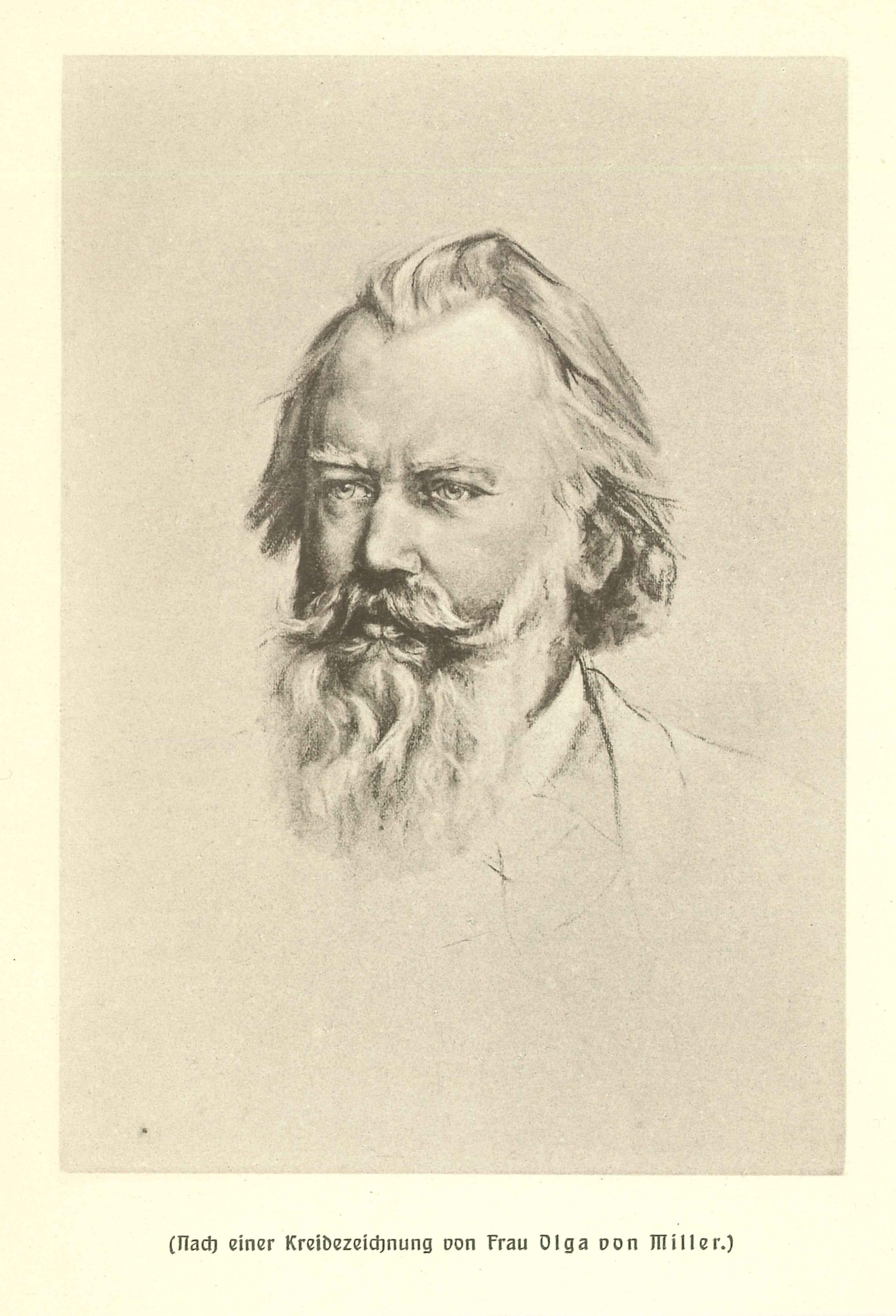
Portrait de Johannes Brahms par Olga von Miller, vers 1880

Les Rhapsodies pour piano, op. 79 ont été écrites par Johannes Brahms en 1879 et font partie des pièces de la maturité. Elles ont été dédiées à Elisabeth von Herzogenberg, une amie musicienne et compositrice. C'est à la suggestion de cette dernière que Brahms, bien que peu enthousiaste, changea le titre de ces pièces de Klavierstücke en Rhapsodies.

## Analyse
Elles ont une structure de mini-sonates avec une partie lente encadrée par deux parties plus rapides.
Elles font partie de la dernière période créatrice de Brahms.
On a longtemps cru voir dans ces rhapsodies une œuvre intime et épique, comme à la recherche du Brahms de la jeunesse, celui qui était passionné par les ballades chevaleresques.
Elles ne répondent pas au genre improvisé comme pourrait le laisser croire leur titre, mais fourmillent de contrastes entre leur caractère passionné et leurs accents de tendresse.
Elles sont au nombre de 2 :
- Rhapsodie no 1 en si mineur (agitato)
- Rhapsodie no 2 en sol mineur (Molto passionato, ma non troppo allegro)

### Rhapsodieno1
Trois thèmes principaux. Le premier thème intervient dans les deux parties rapides, il est présenté de manière véhémente et dramatique, puis repris sous une forme mystérieuse et en même temps tendue. Le second thème, doux et mélancolique, précède le retour menaçant et brillant du premier thème, jusqu'à une conclusion fortissimo.
La partie lente reste sur un mode doux et chantant. La main droite joue cantabile une voix soliste, et une deuxième ligne de soutien en durées longues. L'accompagnement est assuré par la main gauche qui va chercher dans les graves des sonorités du violoncelle.
La dernière partie rapide est quasiment une reprise de la première, à l'exception de la fin qui fait revenir le second thème, comme un écho lointain et évanescent.

### Rhapsodieno2
Retentit d'échos aussi mystérieux qu'héroïques, mis en relief par une surprenante instabilité tonale à laquelle s'ajoutent des modulations raffinées.
Nous pouvons discerner grossièrement 5 grandes parties : Une introduction avec puissance suivie d'une partie plus lente, plus mystérieuse. Vient alors une reprise de l'introduction avec toutefois plus de douceur « con expressione ». Il s'ensuit une partie extrêmement calme, telle une flaque d'huile immobile qui n'est gênée que par les petites notes jouées par la main gauche. Et vient alors le grand final, avec toujours au début ces petits échos mystérieux et héroïques, puis ces échos grandissent pour finir en apothéose avec un magnifique accord parfait en sol mineur.